# Větrušice
Větrušice (en allemand : Wietruschitz) est une commune du district de Prague-Est, dans la région de Bohême-Centrale, en République tchèque. Sa population s'élevait à 625 habitants en 2020.

## Géographie
Větrušice se trouve à 2 km au sud-est de Libčice nad Vltavou, à 5 km au sud-ouest d'Odolena Voda et à 12 km au nord-nord-ouest de Prague.
La commune est limitée par Máslovice au nord, par Vodochody et Klecany à l'est, par Husinec au sud et par Libčice nad Vltavou à l'ouest.
Brandýs nad Labem-Stará Boleslav

## Histoire
La première mention écrite de la localité date de 1316.

## Transports
Par la route, Větrušice se trouve à 12 km d'Odolena Voda et à 21 km du centre de Prague.